# 米格尔·格劳·塞米纳里奥

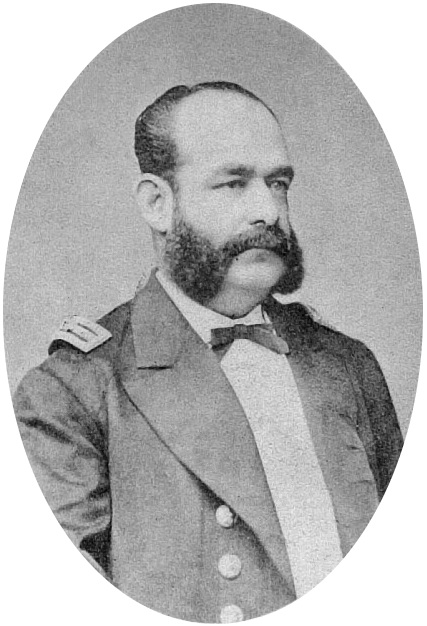
米格尔·格劳·塞米纳里奥

米格尔·玛丽亚·格劳·塞米纳里奥（Miguel María Grau Seminario，1834年7月27日—1879年10月8日）是秘鲁海军的一位将领，曾參加硝石战争期间的安加莫斯战役，並在這場戰役中陣亡。他也因為在這場戰役中陣亡而被秘魯方面視為英雄人物。